# Eugénia Melo e Castro
Eugénia Melo e Castro, née Maria Eugénia Menéres de Melo e Castro le 6 juin 1958 à Covilhã, est une auteure-compositrice-interprète portugaise.

## Biographie
Son premier album, Terra de Mel, en 1982, bénéficie de la collaboration de musiciens portugais et brésiliens. Ces associations ont été très courantes dans ses albums suivantes. Sa musique fait partie de la Música Popular Brasileira (ou MPB, musique populaire brésilienne).

## Discographie
- Terra de Mel (LP, Polygram, 1982)
- Águas de Todo O Ano (LP, Polygram, 1983)
- Eugénia Melo e Castro III (LP, Polygram, 1986)
- Coração Imprevisto (LP, EMI, 1988)
- Canções e Momentos (Compilação, Polygram, 1989)
- Amor é Cego e Vê (LP, Polygram, 1990)
- Lisboa Dentro de Mim (CD, BMG, 1993)
- O Melhor de Eugénia Melo e Castro (Compilação, Polygram, 1993)
- Canta Vinicíus de Moraes (CD, Megadiscos/Som Livre, 1994)
- Ao Vivo Em São Paulo (CD, Som Livre, 1996)
- Canta Vinicíus de Moraes (CD, Sony, 2000)
- Ao Vivo Em São Paulo (CD, Som Livre, 2000)
- A Luz do Meu Caminho (CD, MVM, 2000)
- Eugenio Melo e Castro.com - Duetos (Compilação, Eldorado, 2001) - Brasil
- Recomeço (CD, Som Livre, 2001)
- Motor da Luz (CD, Som Livre, 2001)

### Collections
- A música em Pessoa (1985) - Emissário De Um Rei Desconhecido
- Bocage - O Triunfo do Amor (1998) - Liberdade
- Songbook Chico Buarque (1999) - Tanto Mar (c/ Wagner Tiso)